# Berengaria av Barcelona
Berengaria av Barcelona, född 1108, död 1149, var en drottning av Kastilien och Leon och kejsarinna av Spanien; gift 1128 med kung Alfons VII av Kastilien. 

## Biografi
Äktenskapet beskrivs som lyckligt. Berengaria beskrivs som vacker och charmerande och blev en populär drottning, som också ska ha utövet en del inflytande, och ofta förekom som medsignator på kungliga dokument. Hon ska ha använt sin ställning för att hjälpa sin bror, kungen av Aragonien, att förhindra att  Aragonien blev en vasall under Kastilien. 
Under de kriget mot Almoraviderna 1139 inträffade enligt kejsarens krönika en av de mest betydelsefulla anekdoterna relaterade till drottningen: när en del av Almoravidarmén attackerade Toledo, som ett sätt att tvingade kungen av León att avstå från hans belägring av det almoravidiska slottet Oreja, hade Toledo ett otillräckligt försvar. 
Under attacken var drottningen i Toledo, och såg hur muslimerna attackerade San Servando och förstörde en liten fästning eller torn som låg i närheten. Hon sände bud till dem och för att tala om för dem att de var vanära att kämpa mot en kvinna, och att om de ville göra det,  hellre borde åka till Oreja för att slåss moted kejsaren och hans styrkor. Hon placerade sig också väl synlig för almoraviderna, sittande i ett torn med sina hovdamer och musikerade. Almoaviderna ska då ha avbrutit belägringen i skam. Det är inte känt vad som är sant i detta avsnitt som överförts av krönikan Adefonsi Imperatoris.